# Старовиленская улица
Старовиленская улица (бел. Старавіленская вуліца) — улица в историческом центре Минска, в Троицком предместье. Проходит от Троицкой набережной до тупика за улицей Веры Хоружей.

## История
Улица сформировалась к середине XIX века. Также использовалось название Виленско-Набережная. Дома в начале улицы реконструированы в 1985—1987 гг..

## Описание
Улица проходит на север с отклонением к северо-востоку, дважды прерываясь. Она начинается от поворота Троицкой набережной, вначале вдоль берега Свислочи, затем прерывается на Сторожовской улице, продолжаясь далее через арку в доме 8 по Сторожовской. Пересекает Коммунистическую улицу и упирается в улицу Киселёва. Возобновляется за проспектом Машерова, пересекает улицу Веры Хоружей, заканчивается тупиком. Нумерация домов — от Троицкой набережной.

## Примечательные здания и сооружения
Застройка нечётной стороны улицы в границах Троицкого предместья (до Сторожовской улицы) относится к XIX веку, входит в охранную зону предместья. Она представлена разными по масштабу и силуэту зданиями, сочетает разные цвета фасадов. Дома ансамбля охраняются как историко-культурные ценности (номер 711Е000001). В следующих кварталах на улице расположен ряд посольств.
По нечётной стороне
- № 51 — посольство Украины.
- № 57 — посольство Киргизии.

По чётной стороне
- № 2-16 — отреставрированная застройка Троицкого предместья.
- № 46 — посольство США.
- № 48 — резиденция посла России.